# La Religion des Mahométans

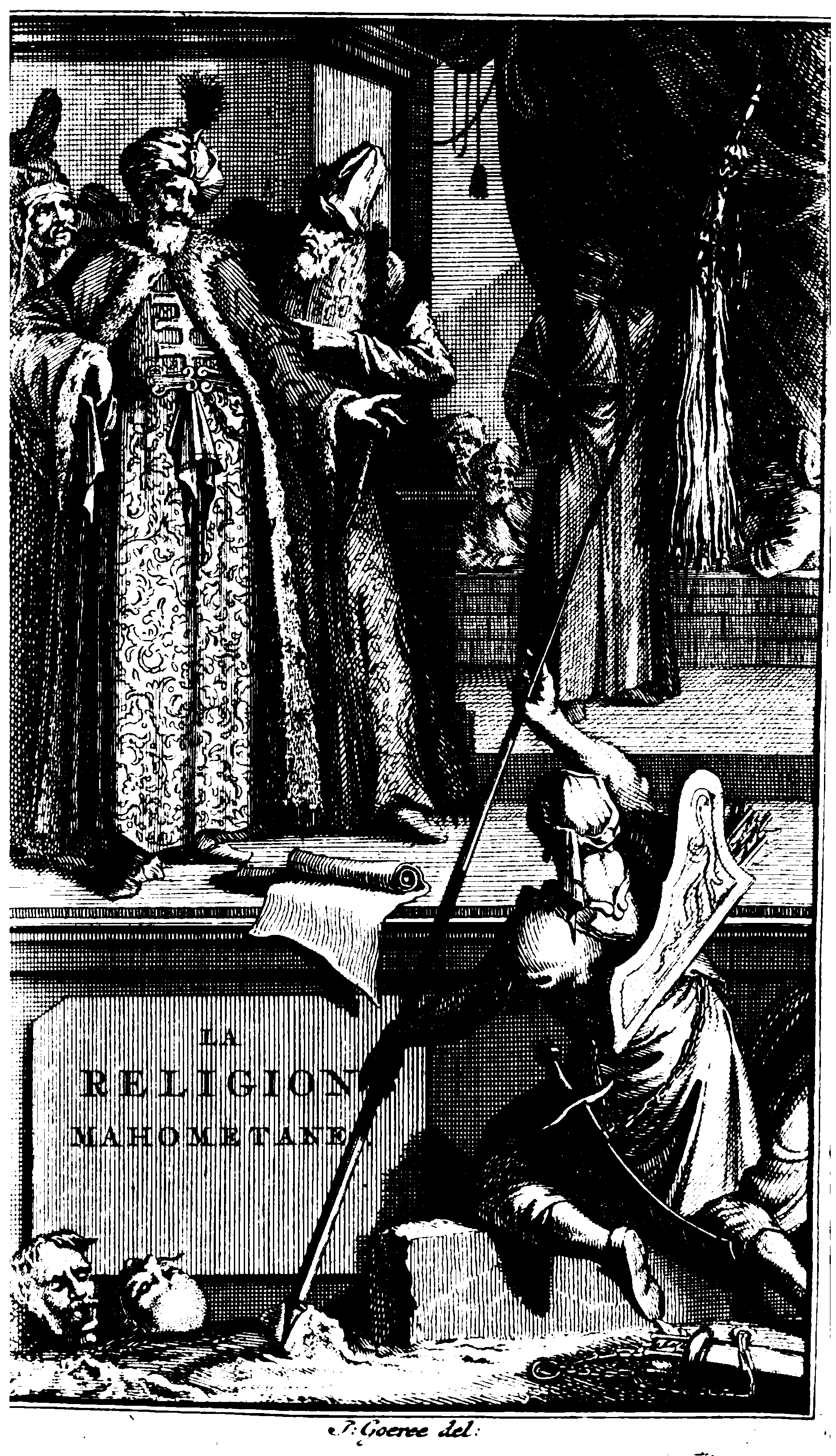
RELAND Adriaan, La Religion des Mahométans, Illustration du titre, 1721

 La Religion des Mahométans   ( De religione Mohammedica ) est une œuvre du linguiste orientaliste Adrien Reland sur l’islam parue en latin en 1705 et en traduction française en 1721. Elle se caractérise par son souci d’équité dans sa description de la religion adverse, de l’autre religion prosélyte aux frontières de l’Europe, visible dans le ton de la préface, et donne une traduction d’une explication de la foi faite par des auteurs musulmans eux-mêmes.
L’ouvrage s’inscrit dans le débat entre l’érudition catholique et protestante, visant à justifier sa propre religion au regard de l’islam, et à accuser la religion adverse d’être en collusion avec l’islam. La préface balance ainsi entre la dénégation de l’accusation de propagande protestante pro-musulmane et l’accusation de mauvaise foi et d’ignorance des populations catholiques, trop promptes à juger les protestants comme ils jugent les musulmans, par la caricature et le parti-pris. De cet enchevêtrement de motifs émerge cependant la volonté directrice d’une étude neutre de l’islam.
Cet aspect est renforcé par la méthode adoptée : reprise intégrale de textes authentiques de justification de l’islam et intérêt pour les questions sur la langue arabe dans l’appareil de notes, tandis que la traduction du Coran de Marracci joint à une traduction fidèle du texte arabe des notes sous forme de réfutation). La personnalité de l’auteur joue : Adrien Reland est un philologue qui ne connaît l’islam qu’à travers les manuscrits et livres lus. 
L’œuvre acquiert une grande popularité dans le monde savant européen, et connaît des traductions en plusieurs langues en Europe dans les années 1710 et 1720. C'est en France l'œuvre la plus marquante sur l’islamologie au XVIIIe siècle.

## Résumé de l’œuvre
L’édition de 1705 est augmentée dans la seconde édition de 1717. La préface est accompagnée d’un épître à Pierre Reland, le frère de l’auteur, sur la nécessité d’une peinture de l’islam tel qu’il est.

### Préface de l’auteur

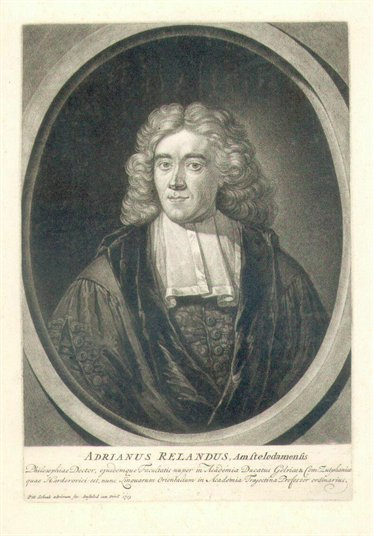
Adriaan Reland

« C’est le sort de toutes les Religions […] d’avoir été mal comprises d’abord, & ensuite maltraitées, par leurs adversaires, avec beaucoup de passion et d’iniquité » : les Juifs, puis les Chrétiens vus par les auteurs romains (Tacite, Plutarque etc), puis les Protestants vus par les Catholiques. Les Protestants ont été accusés de « mahométisme » sur la question de la prédestination, sur l’absence d’images religieuses et d’autres. On pourrait retourner l’accusation de mahométisme contre les Catholiques : prières pour les morts, intercession des anges, visite des Sépulcres, pèlerinage dans les églises, jeûnes réglés, mérite des œuvres. Ce livre n’est donc pas une apologie protestante de l’islam : l’auteur s’en déclare l’adversaire, mais écrit une œuvre non-polémique, au nom de ce traitement impartial des religions différentes.
Contre les réfutations simplistes aux arguments qui portent à faux et qui empêchent un discours neuf (Hoornebeek, Somme des Controverses ; Jean-André Maure, Confusion de la Secte Mahometane; Forbesius, Institutions théologiques; Omius, Turcisme mis en évidence; Du Ryer, Alcoran ; Robert de Retz, Alcoran), l’étude de l’islam s’impose pour de multiples raisons :
- géopolitique : le monde « arabe » est en contact direct avec l’Europe centrale, et avec les colonies européennes.
- philologie sacrée : l’arabe a des racines proches de l’hébreu ; il permet donc de mieux comprendre l’Ancien Testament.
- étude humaniste des grandes civilisations [4],[5] : elle permettra de sortir (nous et eux) des Ténèbres. La littérature en arabe, notamment religieuse n’est pas ridicule, au moins parce que « Le bon sens est de tous les Païs & de tous les Climats » (pCXXV).
- théologie, dogmatique et morale : l’islam est une religion plus « plausible » et conforme à la Raison (« une Raison corrompue & Ennemie des mystères »), et les préceptes de sa morale sont plus simples. Il ne faut donc pas réduire cette religion à une fable. Sur ce point et le suivant, Reland reconnaît sa dette envers Marracci.
- apologétique : une bonne connaissance du contenu de la religion permettra une conversion subtile et donc efficace des musulmans, en n’insistant pas sur des défauts non avérés (idolâtrie, culte des démons etc), mais sur la « raison naturelle » des musulmans, qui, d’accord sur la nécessité d’une révélation, approuveront la supériorité de la révélation chrétienne.

### Confession de foi des Mahométans

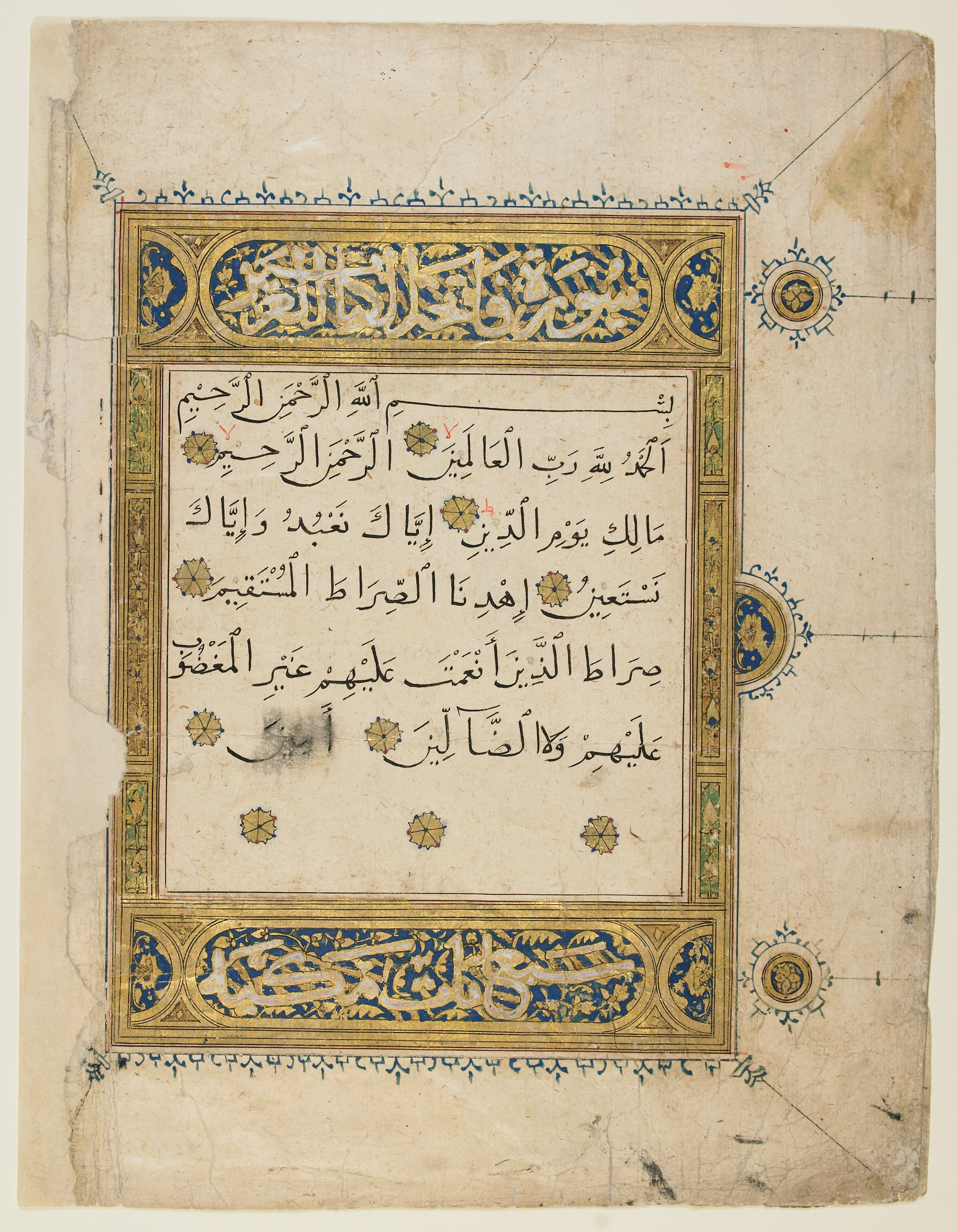
Sourate Al Fatihah, proclamant Dieu miséricordieux, maître du jugement dernier, et guide du droit chemin, manuscrit mamelouk du XIV-XVe s.

Reland a traduit un manuscrit espagnol graphié en arabe tout en conservant les pronoms et dénominations utilisés (« notre foi », « le Prophète » pour désigner l’islam et Mohamed). Cette explication, qui met de côté les rites de la religion, est essentiellement centrée sur le jugement dernier ; chaque article expose un point de doctrine eschatologique, puis procède à un rappel de la nécessité de se conduire bien dans ce monde-ci.
1)	
1. Un seul dieu (pas engendré, pas fils, pas père).
2. Mahomet met fin à la révélation de ce dieu. Toutes les séparations en religions et tous les livres trouvent une fin et un achèvement.
3. Jugement dernier et prédestination (dont seuls les doctes peuvent parler).
4. Au jour de la mort, 2 anges posent 4 questions sur notre foi.
5. Tout sera anéanti : homme, monde, anges, diable.
6. Dieu ressuscitera ensuite les anges, puis Mahomet puis les hommes.
7. Il y aura un jugement dernier. Chacun recevra le livre de ses actions.
8. Mahomet interviendra par 2 fois auprès de Dieu et obtiendra une rédemption collective de tous les Musulmans. Les Musulmans ayant transgressé le Coran auront des délais de rédemption.
9. Le jugement individuel sera effectué avant la 2e intercession de Mahomet.
10. Le poids des bonnes et mauvaises actions mènera en enfer ou au paradis (au purgatoire en cas d’équilibre) (avant la 2e intercession pour les Musulmans)
11. Chacun passera le Pont aigu, long comme le monde, étroit comme un fil d’araignée ; les méchants ne pourront le traverser et tomberont en enfer.
12. Le Paradis. Dès ce monde, il faut le préparer par l’aumône, les prières, les cérémonies, le jeûne du Ramadan.
13. L’enfer. Il faut y croire.

## Éditions
- De religione Mohammedica libri duo. Utrecht 1705, 1717
  - En néerlandais : Verhandeling van de godsdienst der Mahometaanen, als mede van het krygs-regt by haar ten tyde van oorlog tegens de christenen gebruykelyk, Utrecht, 1718.
  - En anglais : Of the Mahometan Religion, two books, Londres, 1712.
  - En allemand : Zwey Bücher von der Türkischen oder Mohammedischen Religion, Hanovre, 1716, 1717.
  - En français : La Religion des Mahométans, Exposée par leurs propres Docteurs, avec des éclaircissements Sur les Opinions qu’on leur a faussement attribuées Tiré du latin de Mr Reland. Et augmenté d’une Confession de Foi Mahométane, Qui n’avait point encore paru, La Haye, Isaac Vaillant, 1721

### L’édition française
La traduction du latin en français est achevée en 1720 par Durand, mais non signée. Elle est fidèle à l’œuvre de Reland seulement pour la préface de l’auteur et la « Confession de foi », mais ajoute de nombreuses remarques personnelles aux notes de Reland, et modifie sensiblement la deuxième partie de l’œuvre, les « Éclaircissements ». 
Enfin, le traducteur ajoute une traduction propre d’un texte original musulman, intitulé « Catéchisme des Mahométans » d’après un original en espagnol (graphié en arabe) de la Bibliothèque Publique d’Amsterdam, sur les articles de foi musulmans (De la foi en Dieu ; Des anges ; Des livres sacrés ;Des Envoyés de Dieu ;Du Dernier Jour ;Des Décrets de Dieu) puis sur les rites (Des Lavemens ou Purifications ; Des Prières ; Des Aumônes ; Des Jeûnes ; Du Pèlerinage de la Mecque). Au début de chaque point, l’importance de « l’intention de cœur » dans l’accomplissement d’un rite est soulignée, au point de constituer la pierre angulaire de la piété musulmane selon ce texte.
Une longue préface du traducteur (90 pages) justifie ces changements par des considérations de poétique, puis présente l’état de la recherche moderne en islamologie, citant d’abord  Chardin, (Voyage de Perse), Sandys, Prideaux Humphrey (Vie de Mahomet, 1698) et surtout Tournefort (Relation d’un voyage du Levant, lettre XIV).